# 角野寿和
角野 寿和（かどの としかず）は、日本のソングライター、編曲家、ギタリスト。株式会社株式会社OUCA所属。

## 略歴
広島県出身、自身のバンドでギタリストとして活動し、リリースした4枚のアルバムの全ての作詞、作曲を手掛ける。バンド解散後、作曲家としての活動を本格的にスタート。
生年月日は公表していないが、ニュース記事公開の時点で40歳であることから、1977年12月15日から1978年12月14日の間の生まれである。
2015年には、NHK連続テレビ小説「あさが来た」の主題歌となったAKB48の「365日の紙飛行機」を青葉紘季とともに作曲。

## 提供作品
※ aokado：青葉紘季との音楽制作ユニット。
- AKB48グループ
  - AKB48
    - 「365日の紙飛行機」（青葉紘季と共作曲）
    - 「抑えきれない衝動」（作曲・編曲、aokado名義）
    - 「流れ星に何を願えばいいのだろう」（作曲・編曲、aokado名義）
    - 「サヨナラじゃない」（共作曲・編曲、Toshikazu.K名義、Yugo.Aと共作）
    - 「知ったかぶりのその下に」（共作曲、Toshikazu.K名義、川浦正大と共作）
    - 「君と僕のポールスター」（作曲・編曲、aokado名義）

  - SKE48
    - 「体育館で朝食を」（作曲）
    - 「彼女がいる」（作曲）
    - 「奇跡の流星群」（作曲・編曲、aokado名義）
    - 「Cherry17」（共作曲・編曲、川浦正大と共作）

  - NMB48
    - 「僕はいない」（作曲、aokado名義）
    - 「落とし穴」（作曲・編曲、Toshikazu.K名義）
    - 「選ばれし者たち」（共作曲・編曲、Kadono名義、Yugo.Aと共作）
    - 「人生は長いんだ」（作曲、aokado名義）
    - 「職員室に行くべきか?」（共作曲・編曲、Toshikazu.K名義、Yugo.Aと共作）
    - 「めっちゃラブユー」（共作曲・共編曲、Toshikazu.K名義、川浦正大と共作）
    - 「あの船長を選んだのは俺たちじゃない」（共作曲、Toshikazu.K名義、川浦正大と共作）

  - HKT48
    - 「悲しみの浄化装置」（共作曲・共編曲、Toshikazu.K名義、Smile From The Streetsと共作）
    - 「君はもっとできる」（共作曲・編曲、Toshikazu.K名義、川浦正大と共作）

  - NGT48
    - 「僕の涙は流れない」（作曲、aokado名義）
    - 「好きなんて…」（作曲・編曲、Toshikazu.K名義）
    - 「涙が枯れるまでそばにいる」（作曲・編曲、Toshikazu.K名義）

  - STU48
    - 「暗闇」（作曲・編曲、aokado名義）
    - 「制服の重さ」（作曲・編曲、aokado名義）
    - 「自然淘汰主義」（作曲・編曲、Toshikazu.K名義）
    - 「雨とか涙とか」（共作曲・編曲、Toshikazu.K名義、Yugo.Aと共作）

  - Not yet
    - 「味方」（作曲）

- おやゆびプリンセス
  - 「除雪魂」（作曲・編曲）

- ClariS
  - 「Dreamin'」（作詞・作曲・編曲）
  - 「サヨナラは言わない」（作詞・作曲・編曲）
  - 「Friends」（作詞・作曲・編曲）
  - 「ハルラ」（作詞・作曲・編曲）
  - 「シルシ」（作詞・作曲・編曲）
  - 「Drawing」（作詞・作曲・編曲）

- CLIFF EDGE
  - 「Angel feat.中村舞子」（作詞・作曲・編曲・プロデュース）

- 坂道シリーズ
  - 乃木坂46
    - 「扇風機」（作曲）
    - 「何もできずにそばにいる」（作曲）
    - 「孤独な青空」（作曲・編曲、aokado名義）
    - 「ひと夏の長さより…」（作曲・編曲、aokado名義）

  - 欅坂46
    - 「制服と太陽」（作曲・編曲、aokado名義）

  - 櫻坂46
    - 「最終の地下鉄に乗って」（作曲・編曲、aokado名義）
    - 「ソニア」（共作曲・編曲、Kadono名義、Yugo.Aと共作）
    - 「車間距離」（共作曲・共編曲、Toshikazu.K名義、Smile From The Streetsと共作）

  - 日向坂46
    - 「約束の卵」（作曲・編曲、aokado名義）
    - 「やさしさが邪魔をする」（作曲・編曲、aokado名義）
    - 「あくびLetter」（作曲・編曲）
    - 「夜明けのスピード」（作曲・編曲）

- 崎本大海
  - 「永遠のカケラ」（作曲）
- ラブライブ！虹ヶ咲学園スクールアイドル同好会　　鐘嵐珠ソロ曲
  - 「Eutopia」（作曲・編曲   *Lunaと共作）
  - 「PHOENIX」（作曲・編曲   *Lunaと共作）
  - 「虹ヶ咲学園校歌」　TVにじよん　あにめーしょん2　主題歌　（作詞・作曲）

- Sweet Licious
  - 「夜空のメロディー feat. C」（作詞・作曲・編曲）
  - 「STILL 〜声にならない想い〜」（作詞・作曲・編曲）

- 豊崎愛生
  - 「クローバー」（作詞・作曲・編曲、aokado名義）

- HIMEKA
  - 「1000の想い」（作詞・作曲・編曲）
  - 「神と悪魔と天使と私」（作詞・作曲・編曲）

- 福田桃代
  - 「ありがとう〜大切なあなたへ〜」（作曲・編曲）
  - 「Believe myself」（作詞・作曲・編曲）

- フジコーズ
  - 「ウェーイTOKYO」（作曲・編曲、aokado名義）

- 僕が見たかった青空
  - 「青春の旅人よ」（共作曲・編曲、Toshikazu.K名義、Yugo.Aと共作）

- 山下智久
  - 「溺愛ROBOT」（作詞）

- ラストアイドル
  - 「どんなに好きでいても(はしっこは168せんち)」（作曲・編曲、aokado名義）
  - 「誰かの夢が叶ったら(1期生)」（作曲・編曲、Toshikazu.K名義）
  - 「青春トレイン」（作曲・編曲、aokado名義）
  - 「何人（なんびと）も」（作曲・編曲、aokado名義）

- 木梨憲武（feat.指原莉乃）
  - 「スキャンダルナイト」（作曲）

- 刀剣乱舞
  - 「祈り」（作詞・作曲）

- 刀剣男士
  - 「刹那の時代」（作詞・作曲）

- VOYZ BOY
  - 「beautiful star」（作曲）

- 上野優華
  - 「友達ごっこ」（作曲・編曲、aokado名義）
  - 「はじまりのうた」（作曲・編曲、aokado名義）
  - 「君までの距離」（作曲・編曲、aokado名義）
  - 「冬色シルエット」（作曲・編曲、aokado名義）
  - 「今日も君でした」（作曲・編曲）

- 古川由彩
  - 「夏茜」（作曲・編曲、aokado名義）
  - 「アサギマダラ」（作曲・編曲、aokado名義）

- 三月のパンタシア
  - 「群青世界（作曲、aokado名義）
  - 「ルビコン（作詞・作曲、aokado名義）

- 水樹奈々
  - 「JEWEL」（作曲）
  - 「Stand by you」（作曲）